# Jinbei (Automarke)

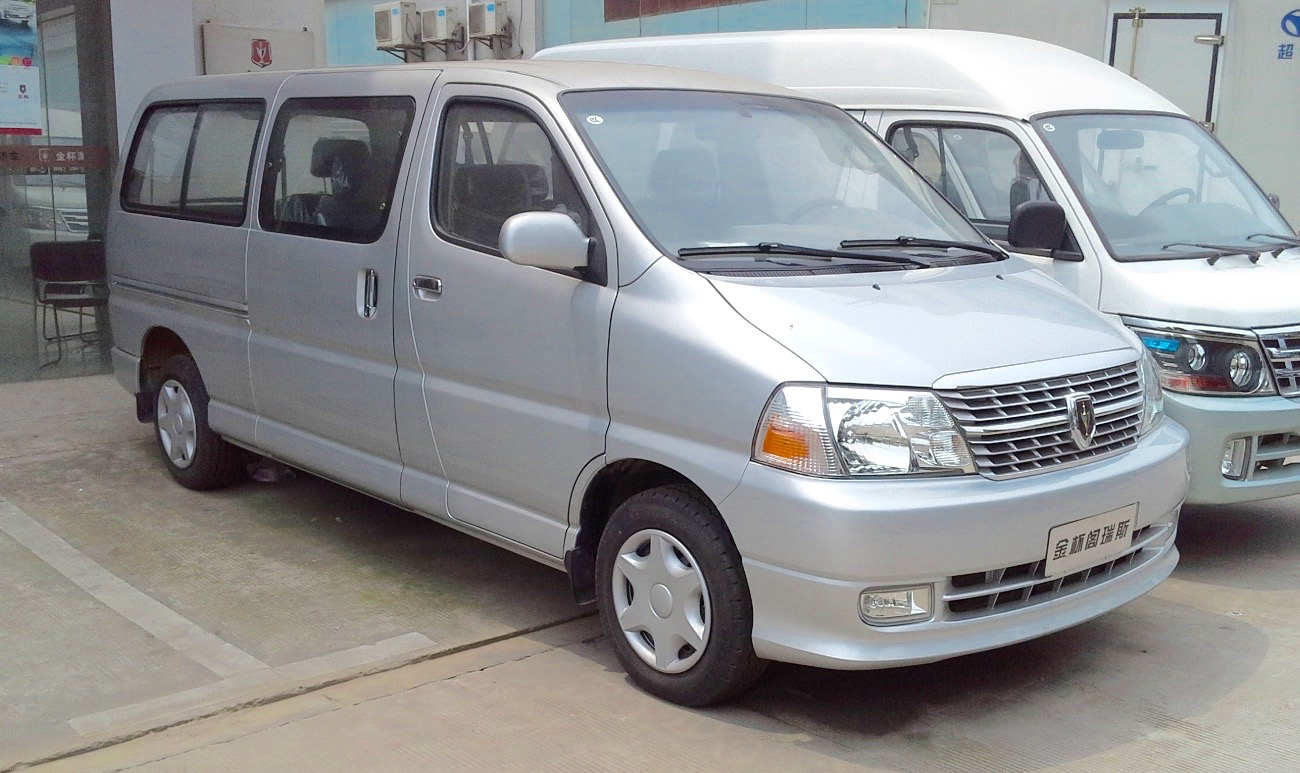
Jinbei Granse

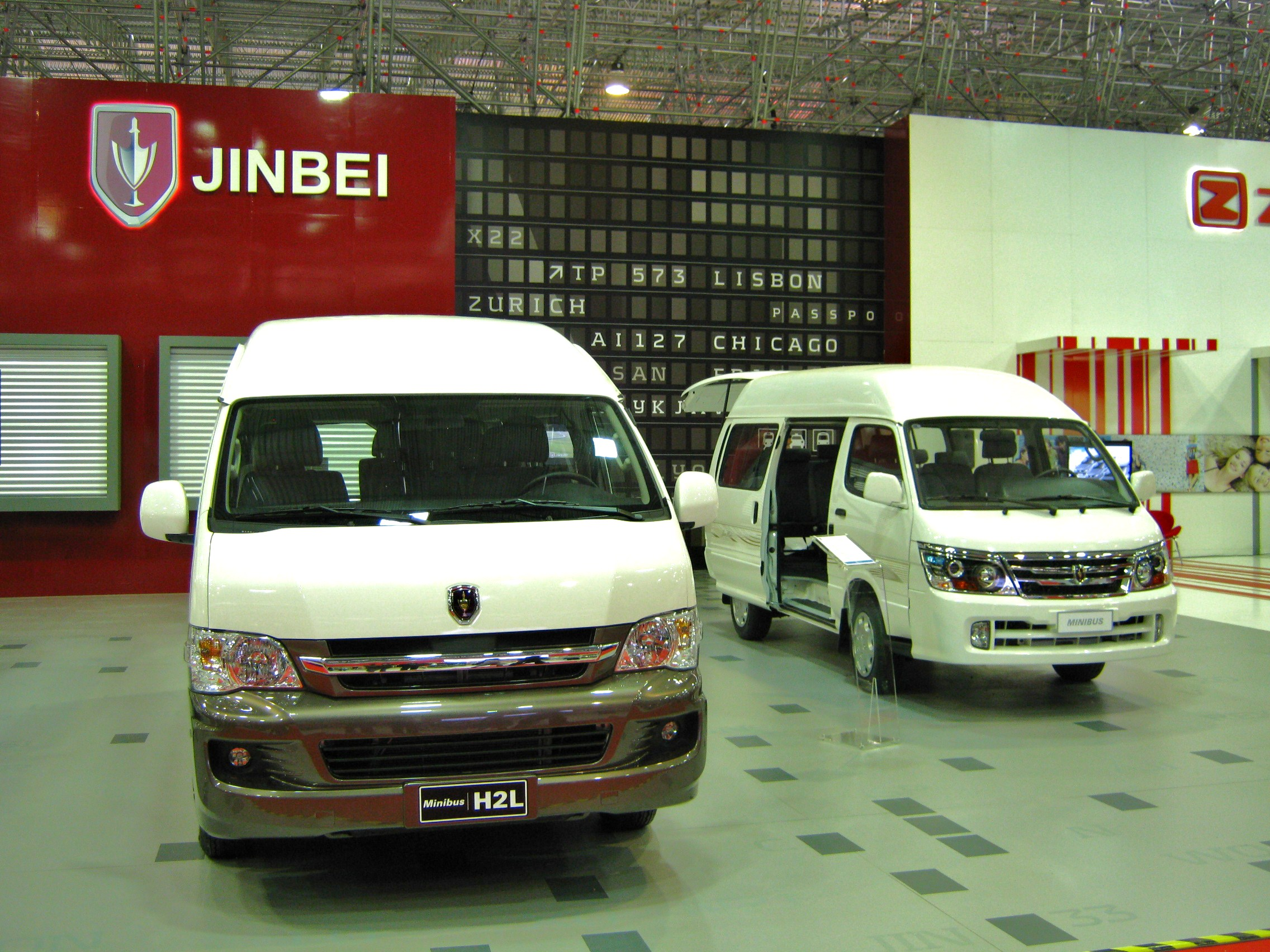
Jinbei Haise

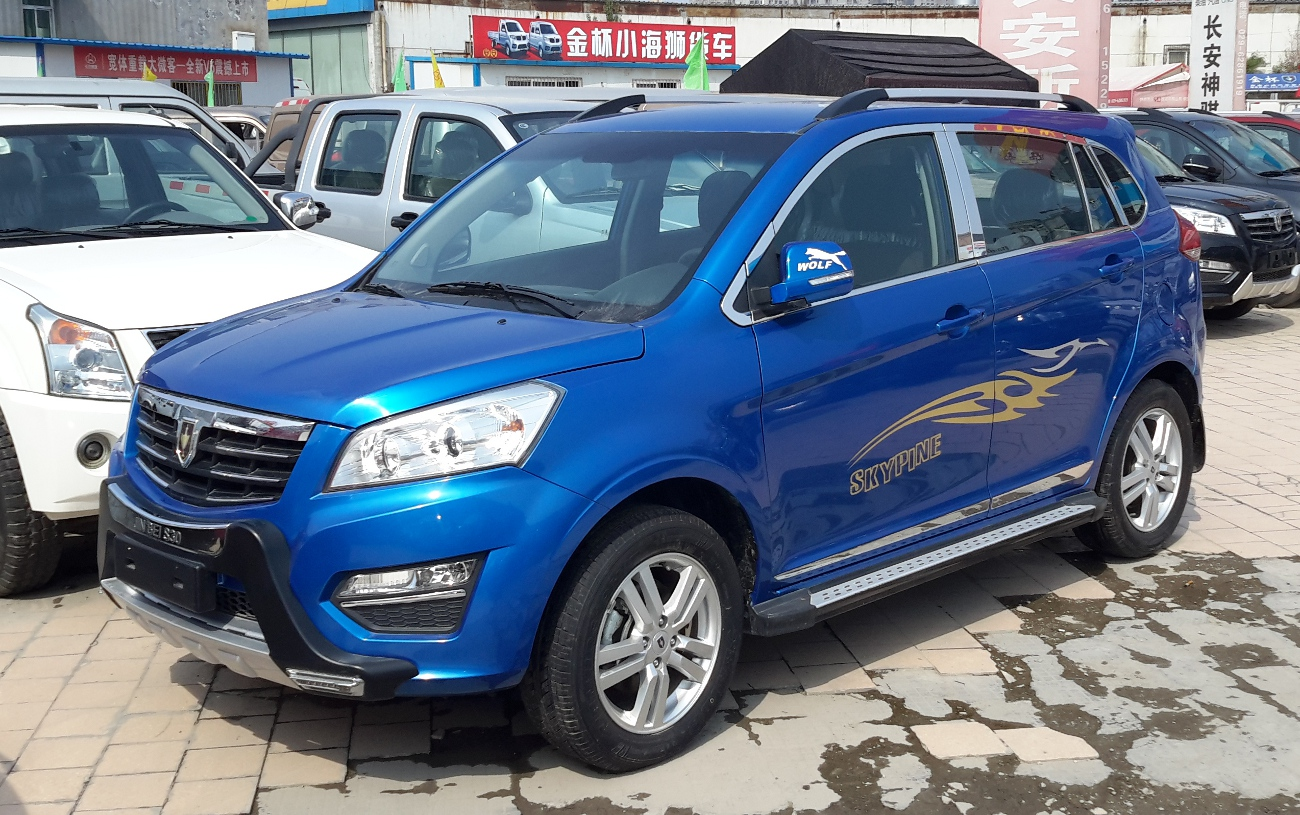
Jinbei S 30

Jinbei ist eine Automarke aus der Volksrepublik China.

## Markengeschichte
Shenyang Auto Works aus Shenyang stellte ab spätestens 1978 Nutzfahrzeuge unter der Marke Liaoning her. Shenyang Bus Repair & Assembly Works, später umbenannt in Shenyang Car Works, begann 1978 mit der Produktion von Omnibussen unter der gleichen Marke. Diese beiden Unternehmen schlossen sich zu Jinbei Automobile zusammen. Eine andere Quelle nennt den Namen Shenyang Jinbei Automobile sowie Produktion seit 1970. Ab 1989 kam es zu einer Zusammenarbeit mit Toyota. 1995 übernahm China FAW Group Shenyang Jinbei Automobile und gab 2001 den Großteil der Anteile an Brilliance China Automotive Holdings weiter.
1991 gründeten Shenyang Jinbei Automobile und Brilliance Shenyang Jinbei Passenger Vehicle Manufacturing. Der Markenname Jinbei wurde ab 1991 verwendet. 2001 benannte Brilliance dieses Unternehmen in Shenyang Brilliance Jinbei Automobile um.
Etwa 2006 gründeten Brilliance und Wuliangy zusätzlich das Unternehmen Shenyang Jinbei Vehicle Manufacturing Mianyang Branch in Mianyang. Eine andere Quelle nennt für diesen Vorgang Dezember 2003, Wuliangye Group Mianyang und Shenyang Jinbei Auto Manufacturing. Dort werden seit 2007 SUVs und Pick-ups hergestellt. Die jährliche Kapazität beträgt 150.000 Fahrzeuge. Anfang 2016 firmierte das Werk als Mianyang Huarui Auto Co. Ltd.
Renault erwarb im Januar 2018 49 % der Anteile an Shenyang Brilliance Jinbei Automobile. Seitdem heißt das Unternehmen Renault Brilliance Jinbei Automotive.

## Fahrzeuge
Ab 1991 entstanden Minibusse und ab 2002 Minivans nach Lizenzen von Toyota.
2003 umfasste das Angebot die folgenden Modelle:
- SY 6470 Grace, seit 2002 ein Van mit wahlweise sieben oder neun Sitzen in Lizenz des Toyota Granvia bzw. Toyota Hiace Export. Motoren mit 2400 cm³ Hubraum und 90 kW und 2700 cm³ Hubraum und 110 kW trieben die Fahrzeuge an.[3]
- SY 6470 CAZM, SY 6470 CASM, SY 6471 Granse sowie der längere SY 6520 Granse mit neun Sitzen, seit März 2004 überarbeitete und luxuriöser ausgestattete Versionen des Grace. Zusätzlich war ein Motor mit 2700 cm³ Hubraum und 105 kW lieferbar.[3]
- SY 6491-ME, seit August 2003 ein siebensitziges SUV, Motor mit 2200 cm³ Hubraum und 76 kW.[3]
- SY 1023 SCN-ME, seit August 2003 ein fünfsitziger Pick-up mit dem gleichen Motor wie das SUV.[3]

2008 umfasste das Angebot den Granse BPV (Business Purpose Vehicle), der im November 2002 eingeführt wurde. Er basierte auf dem Toyota Hiace und wurde mit Hilfe von TJ Innova Engineering & Technology entwickelt. Es gab ihn in den Varianten SY 6470, SY 6471, SY 6520, SY 6521 und SY 6524. Die Fahrzeuge hatten Radstände von 2985 mm bis 3430 mm. Die Länge betrug wahlweise 4715 mm, 4790 mm, 5160 mm oder 5235 mm, die Breite 1800 mm und die Höhe zwischen 1970 mm und 1980 mm.
Außerdem gab es 2007 und 2008 aus dem Werk in Mianyang das SUV Badao SY 6480. Zur Wahl standen Vierzylindermotoren mit 1997 cm³ Hubraum, 2237 cm³ Hubraum und 2771 cm³ Hubraum in den Leistungsstufen 73,5 kW, 76 kW und 68 kW. Bei einem Radstand von 2750 mm war das Fahrzeug 4843 mm lang, 1770 mm breit und 1870 mm hoch. Das Leergewicht war mit 1630 kg bis 1670 kg angegeben.
Zudem gab es 2007 die Pick-ups Jindian 007 SY 1023 EC 5, Yuanzheng SY 1025 und Leilong SY 1026.
2008 ergänzte das siebensitzige SUV Chaoba SY 6490 aus dem Werk Mianyang das Sortiment. Das Fahrzeug hatte Vierzylindermotoren mit 1997 cm³ Hubraum und 73,5 kW sowie mit 2771 cm³ Hubraum und 78 kW. Sein Radstand betrug 3025 mm. Das Fahrzeug war 4860 mm lang, 1780 mm breit und 1880 mm hoch.
Der Autokatalog des Modelljahrs 2016 nennt S 30 und S 50 als SUV sowie die Vans X 30, 750 und Grace.
2016 nannten die Internetseiten der Marke die Modelle H 2, Haise der fünften und sechsten Generation, Granse Yuling, Granse Zhiling und Granse Zunling. Der Haise basiert auf dem Toyota Hiace.
Im Juli 2020 wurden noch Haise, Grand Haise und Granse genannt.
Für fünf Modelle sind Zulassungszahlen in China bekannt: 750, F50, Grace, Guanjing und S50.

## Produktionszahlen
| Jahr | Produktionszahl | Produktionszahl Mianyang | Quelle      |
| ---- | --------------- | ------------------------ | ----------- |
| 2000 | 0               |                          | [ 3 ] [ 4 ] |
| 2001 | 0               |                          | [ 3 ] [ 4 ] |
| 2002 | 50              |                          | [ 3 ] [ 4 ] |
| 2003 | 8.827           |                          | [ 3 ] [ 4 ] |
| 2004 | 1.626           |                          | [ 4 ]       |
| 2005 | 77.430          |                          | [ 2 ]       |
| 2006 | 98.442          | 0                        | [ 2 ]       |
| 2007 | 104.280         | 3539                     | [ 2 ]       |